# André-Charles Boulle
André-Charles Boulle (født 11. november 1642, død 29. februar 1732) var en fransk møbelsnedker og ophavsmand til møbler i barokstil. Hans kommode er et fint eksempel med svungne former, "svejfede ben" med "sko" og greb af forgyldt metal og indlagte figurer (intarsia) af kontrasterende træsorter, metal og skildpaddeskjold.